# Neumühle (Weissach im Tal)
Die Neumühle ist eine stillgelegte Getreidemühle in Unterweissach, einem Ortsteil der Gemeinde Weissach im Tal im baden-württembergischen Rems-Murr-Kreis.

## Lage
Die Mühle steht am westlichen Ortsausgang von Unterweissach an der Kreisstraße K 1907 auf etwa 279 m ü. NHN. Das Gebäude ist ein schmuckloser Zweckbau mit angebautem Wohnhaus (Stuttgarter Straße 64).

## Geschichte
Die Neumühle wurde 1932 von Paul Ott weit außerhalb des Orts errichtet. Sie ist somit die jüngste der Unterweissacher Mühlen. Die Anlage wurde von Beginn an nur mit elektrischem Strom ohne Wasserkraft betrieben. Durch Neubaugebiete ist der Wohnplatz in Unterweissach aufgegangen. Bis in die 1990er Jahre wurde die Mühle von Werner Ott betrieben. Die Anlage hatte vier doppelte Walzenstühle und einen Schrotgang. In der Mühle wurden Mehl und Naturkost verkauft. Nach der Pensionierung des Besitzers wurde der Betrieb aufgegeben.